# جان شوستر
جان شوستر (انگلیسی: John Shuster؛ زادهٔ ۳ نوامبر ۱۹۸۲) ورزشکار کرلینگ اهل ایالات متحده آمریکا است.
از افتخارات وی می‌توان به کسب مدال طلا در بازی‌های المپیک زمستانی ۲۰۱۸ اشاره کرد.